# Čepićko jezero
Čepićko jezero, isušeno jezero u Labinštini (Labinšćini), na mjestu kojeg je danas Čepićko polje.
Na starim zemljovidima javlja se pod više imena: Kožljačko jezero, Zhepizer See, Sisolsko jezero, Gessaro.
Bilo je u zapadnom i jugozapadnom dijelu podnožja planinskoga masiva Učke, zapadno od uzvisine Sisola, u južnom dijelu grobničko-boljunskoga laporovitog pobrđa visokog 100 do 300 m. Jezersko dno bilo je na koti od 24 metra nadmorske visine. Ovdje je Boljunšćica (Boljunčica) koja je prirodno ponirala u južnom dijelu udoline nedaleko od Kožljaka.
Prije ledenoga doba ovo je bilo polje. Boljunšćica je u ledenom dobu s flišnog područja doplavljivala nanose čime je začepila prirodni ponor. Začepljenjem mjesta otjecanja voda se zadržavala, polje je poplavljivano i postupno se pretvorilo u jezero. Voda je u jezeru bila skoro cijelu godinu. Jezero je površinom ovisno o dotoku vode iz slijeva Boljunčice i oborinama variralo između 5,4 i 8,6 km2, a dubina od 1 do 2,5 metra. Kad je bio najviši vodostaj višak vode prelijevao se u Rašu.
Floru je činila trstika i šaš. Faunu je činio bogati riblji fond (jegulja, šaran), ptice (divlja patka, bijela roda, labud), a od nižih životinja komarci malaričari zbog čega je okolno stanovništvo dosta obolijevalo.
Pokušavalo ga se isušiti još 1890. godine. Početak povratka polja bio je 1932. godine. Tad je probijen odvodni tunel dug 4250 m koji je vodio od najjužnijega ruba ondašnjeg jezera, danas polja ka Plominskom zaljevu. U Vozilićkoj udolini najveća je visine od 95 m. Jezero se postupno ispraznilo i postalo obradivo polje. Proces melioracije dovršen je 1970. izgradnjom lučne brane u središnjem dijelu vodotoka Boljunšćice.